# Norm Richardson
Charles Norman Richardson, detto Norm (Brooklyn, 24 luglio 1979), è un ex cestista e allenatore di pallacanestro statunitense, professionista nella NBA, in Europa e in Sudamerica.

## Palmarès

### Giocatore
- Coppa di Serbia e Montenegro: 1

Stella Rossa Belgrado: 2004